# كروفورد لونغ
كروفورد وليامسون لونغ (بالإنجليزية: Crawford Williamson Long)‏ ـ (1 نوفمبر 1815 ـ 16 يونيو 1878) هو جراح وصيدلي أمريكي اشتهر بأنه أول من استخدم ثنائي إيثيل الإيثر في التخدير عن طريق الاستنشاق. ورغم أن اكتشافه هذا ظل لسنوات عديدة لا يعلم به إلا عدد محدود من زملائه، إلا أن لونغ يُعرف الآن بأنه أول طبيب استخدم الإثير في التخدير الجراحي.

## مولده وتعليمه
ولد لونغ في دانيلزفيل بمقاطعة ماديسون في ولاية جورجيا في 1 نوفمبر 1815.
حصل لونغ على شهادة الطب من جامعة بنسلفانيا سنة 1839، وكان ـ أثناء دراسته بجامعة جورجيا (قبل انتقاله لبنسلفانيا) ـ عضوًا بجمعية ديموستيني الأدبية (بالإنجليزية: Demosthenian Literary Society)‏، كما تقاسم غرفة مع ألكسندر ستيفنز، نائب رئيس الولايات الكونفدرالية الأمريكية ـ فيما بعد ـ أثناء الحرب الأهلية الأمريكية.

## اكتشافه التخدير بالإثير
لاحظ لونغ تشابه الخصائص الفسيولوجية لثنائي إيثيل الإثير («الإثير») مع خصائص أكسيد النيتروز التي شرحها همفري ديفي سنة 1800، فقام بتجربة لاستخدام الإثير لأول مرة في 30 مارس 1842 أثناء عملية لاستئصال ورم من رقبة مريض يسمى جيمس فينابل (بالإنجليزية: James M. Venable)‏ في مدينة جيفرسون بولاية جورجيا. ثم قام لونغ لاحقًا باستئصال ورم آخر من فينابل مستخدمًا الإثير كمخدر، كما أجرى عمليات بتر وولادة باستخدام التخدير بالإثير. وقد نُشرت نتائج هذه التجارب في الجريدة الطبية والجراحية الجنوبية (بالإنجليزية: The Southern Medical and Surgical Journal)‏ سنة 1849. وما زالت نسخة أصلية من العدد الذي نًشر فيه هذا البحث محفوظة في المكتبة الوطنية الأمريكية للطب.
وفي 16 أكتوبر 1846، أجرى وليم مورتون ـ دون علم منه باكتشاف لونغ ـ تجربة، كان يظنها الأولى، لاستخدام الإثير في التخدير أمام مجموعة من الأطباء في مستشفى ماساتشوستس العام في بوسطن بولاية ماساتشوستس، ورم أن لونغ كان قد أعلم بالفعل العديد من زملائه الجراحين باكتشافه، إلا أن مورتون كان أول من أجرى تجربة علنية للتخدير بالإثير. وقد طلب لونغ سنة 1854 من عضو مجلس الشيوخ الأمريكي وليم كروسبي داوسون رفع دعواه بالأسبقية في اكتشاف التخدير بالإثير إلى االكونغرس.

## وفاته
توفي لونغ في مدينة أثينا بولاية جورجيا في 16 يونيو 1878.

## تخليد ذكراه

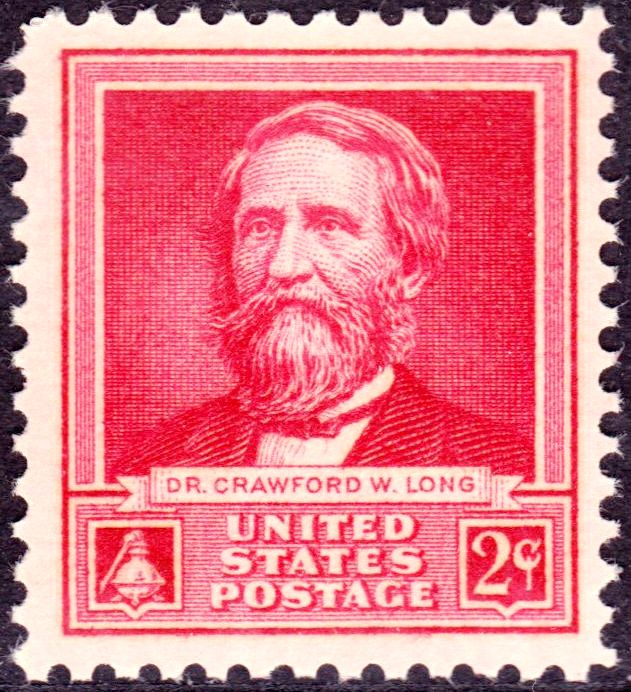
طابع بريد صدر لتخليد ذكرى كروفورد لونغ سنة 1940

أُطلق اسم لونغ على مستشفى كروفورد لونغ (التابع لجامعة إيموري) بوسط مدينة أطلنطا بولاية جورجيا سنة 1931، وظل المستشفى يحمل هذا الاسم 78 عامًا متتالية، حتى تغير اسمه سنة 2009 إلى «مستشفى جامعة إيموري بوسط المدينة» (بالإنجليزية: Emory University Hospital Midtown)‏. كما سمي باسمه كل من متحف كروفورد لونغ بوسط مدينة جيفرسون بولاية جورجيا، والذي تأسس سنة 1957، ومدرسة كروفورد لونغ المتوسطة في أطلنطا، ويوجد بمبنى الكابيتول الأمريكي تمثال لكروفورد لونغ هو أحد تمثالين خُصصا للتعبير عن ولاية جورجيا. كما صدر طابع بريد يحمل صورته ضمن طوابع «سلسلة مشاهير الأمريكيين» سنة 1940.